# Синевирський перевал
Синеви́рський перевал (інша назва: Міжгірський перевал) — гірський перевал в Українських Карпатах, у південно-західній околиці масиву Внутрішні Ґорґани. Розташований у Міжгірському районі Закарпатської області, між смт Міжгір'я і селом Синевир.

## Географія
Висота 793 м. Схили стрімкі, місцями заліснені, переважають луки. Перевалом проходить автошлях Т 0720.
На північ від перевалу розташований Омножанський заказник, на схід — Національний природний парк «Синевир». З перевалу можна вийти на два пішохідні туристичні маршрути: до озера Синевир (через гори Кам'янка та Озерна) та Закарпатський туристичний шлях (до смт Міжгір'я або до села Синевир).

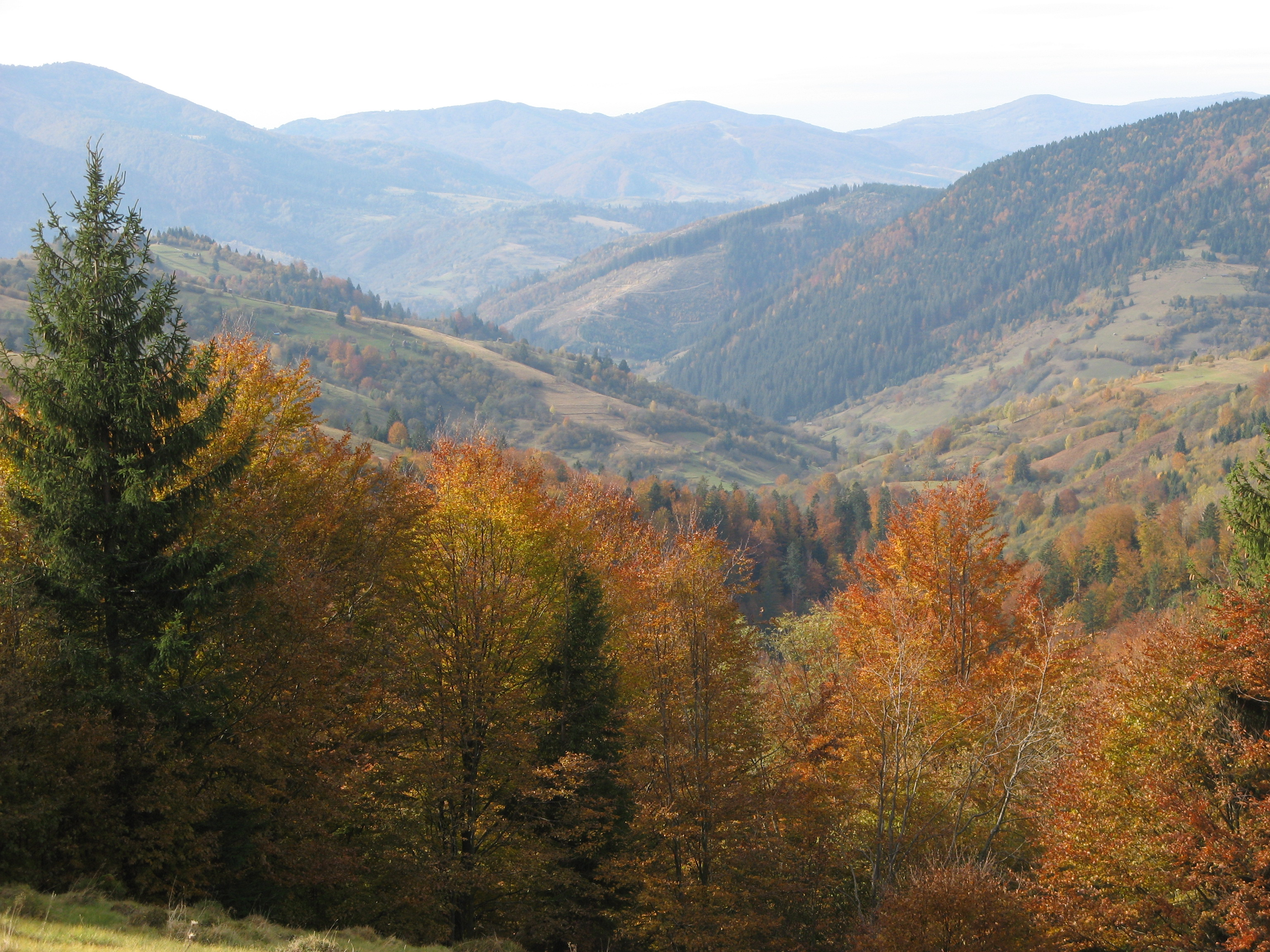
Вид із перевалу

## Галерея

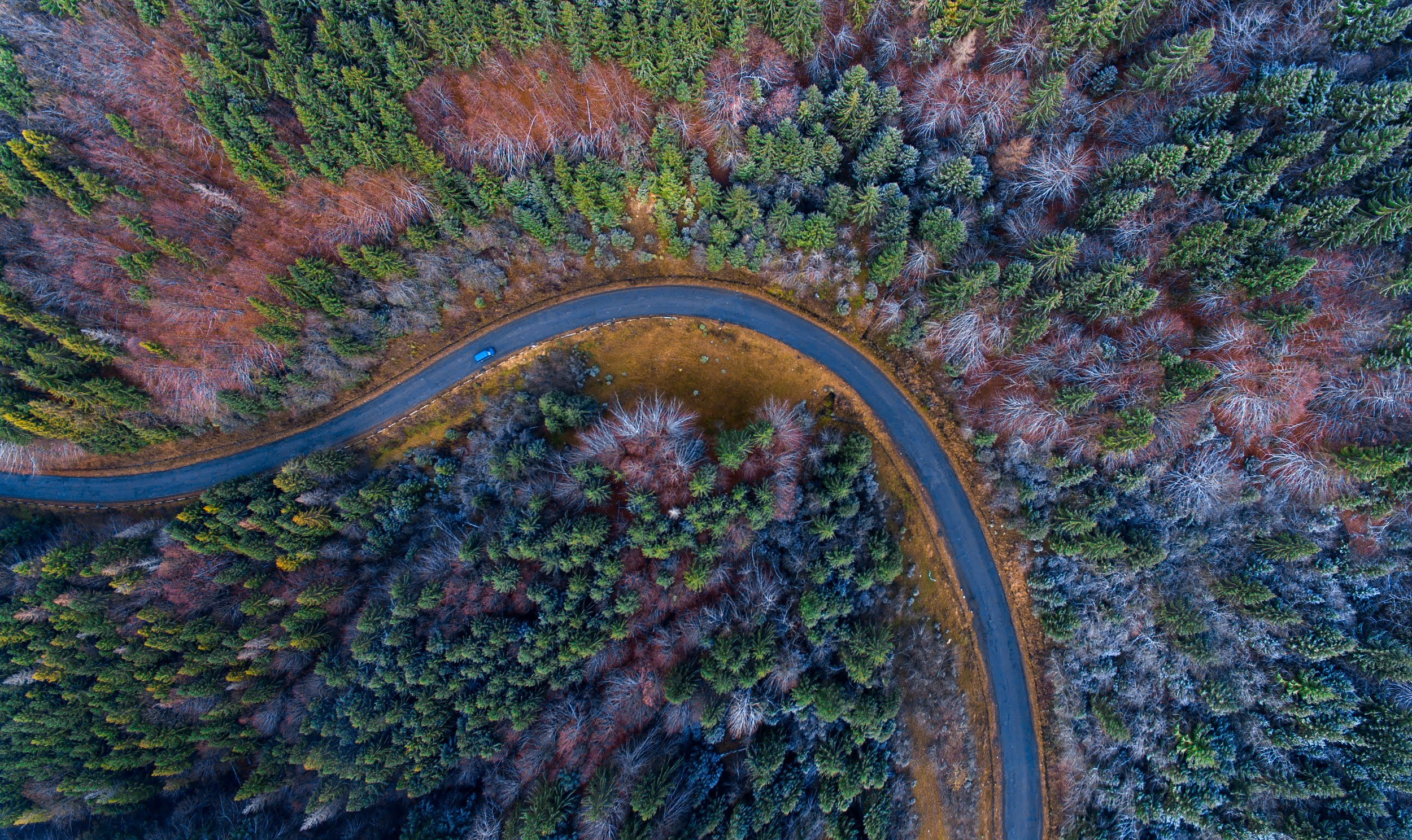
Аерофотозйомка на Синевирський перевал
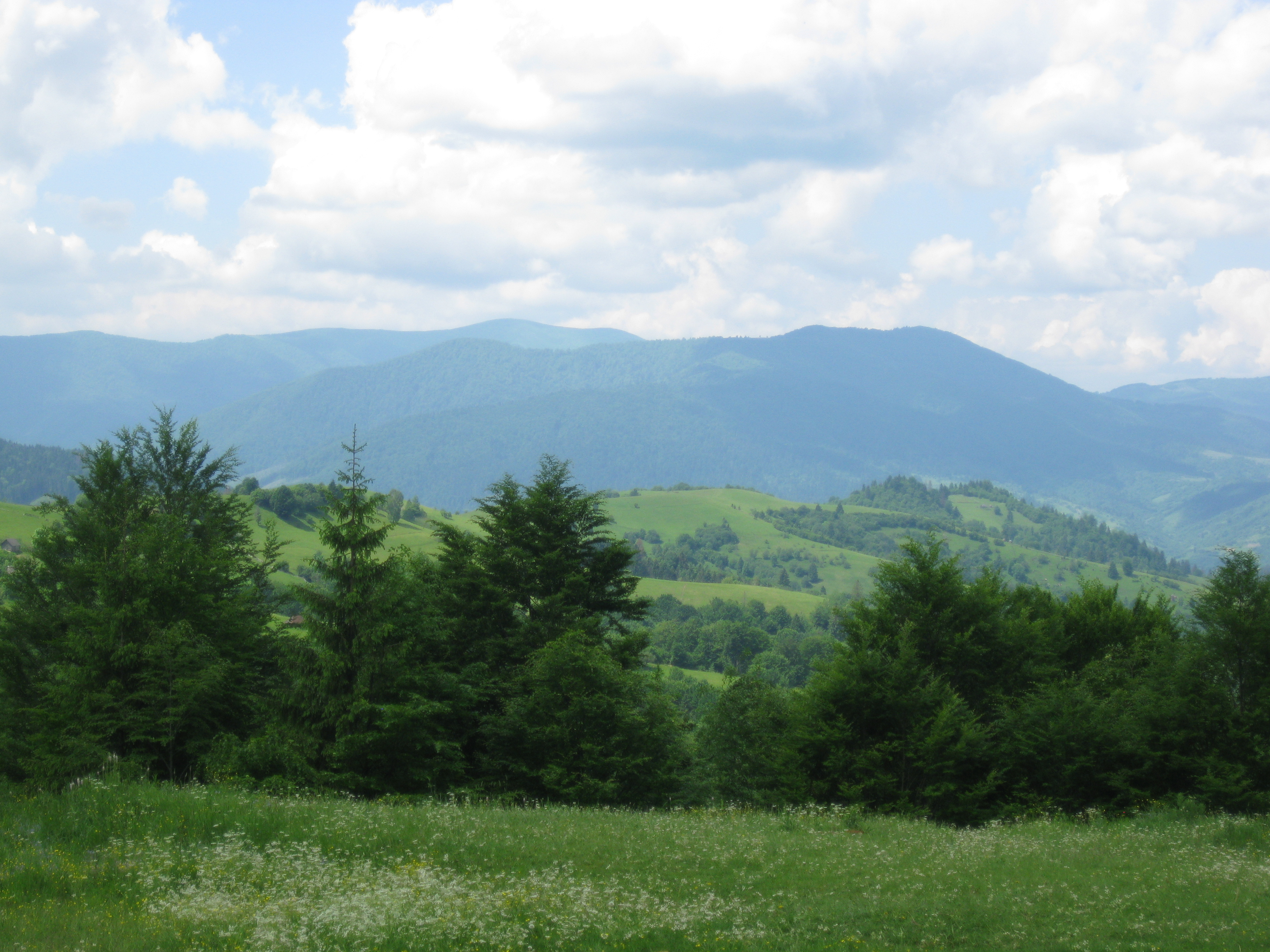
Вид із Синевирського перевалу
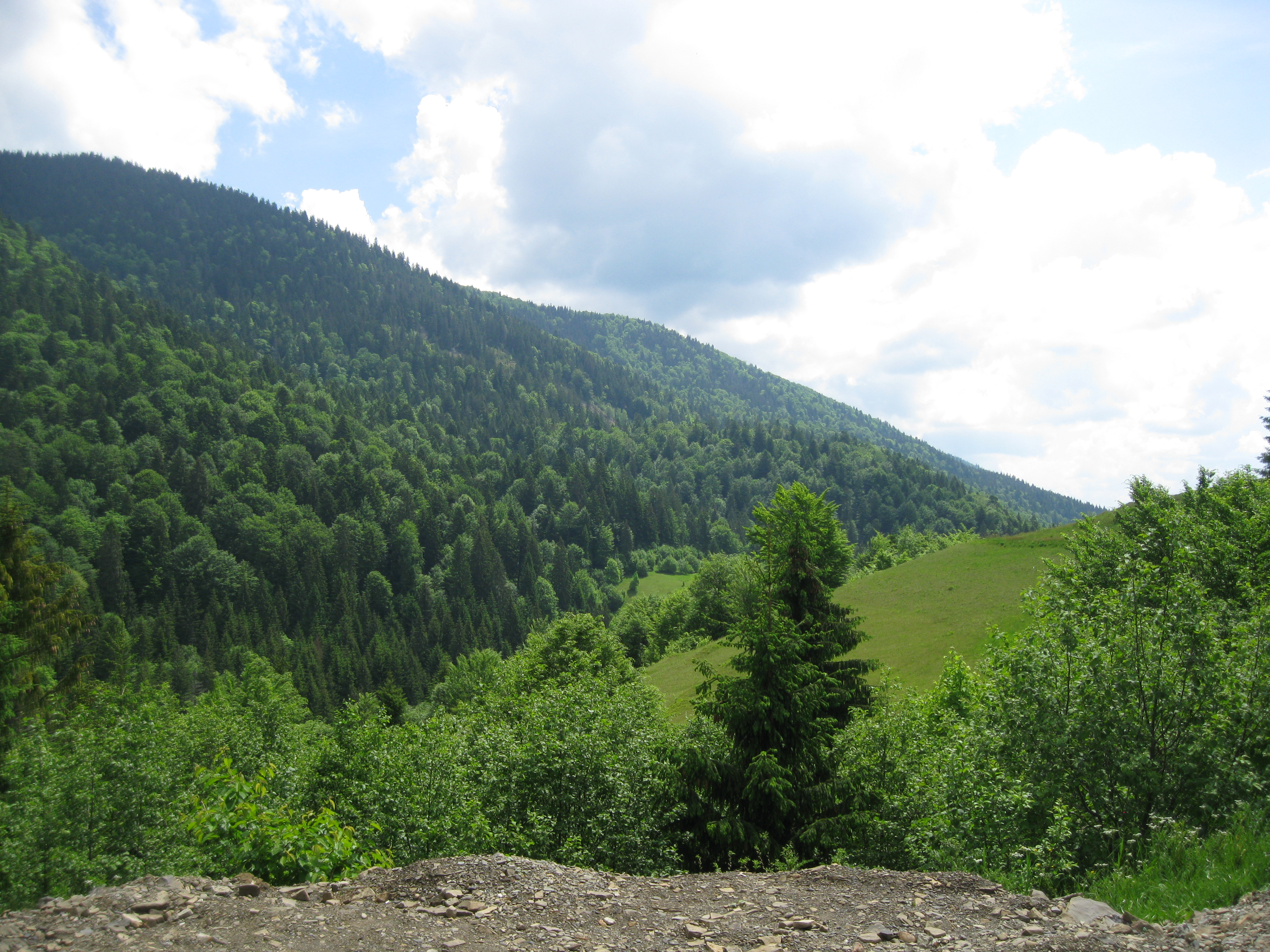
Гора Кам'янка (1578 м)
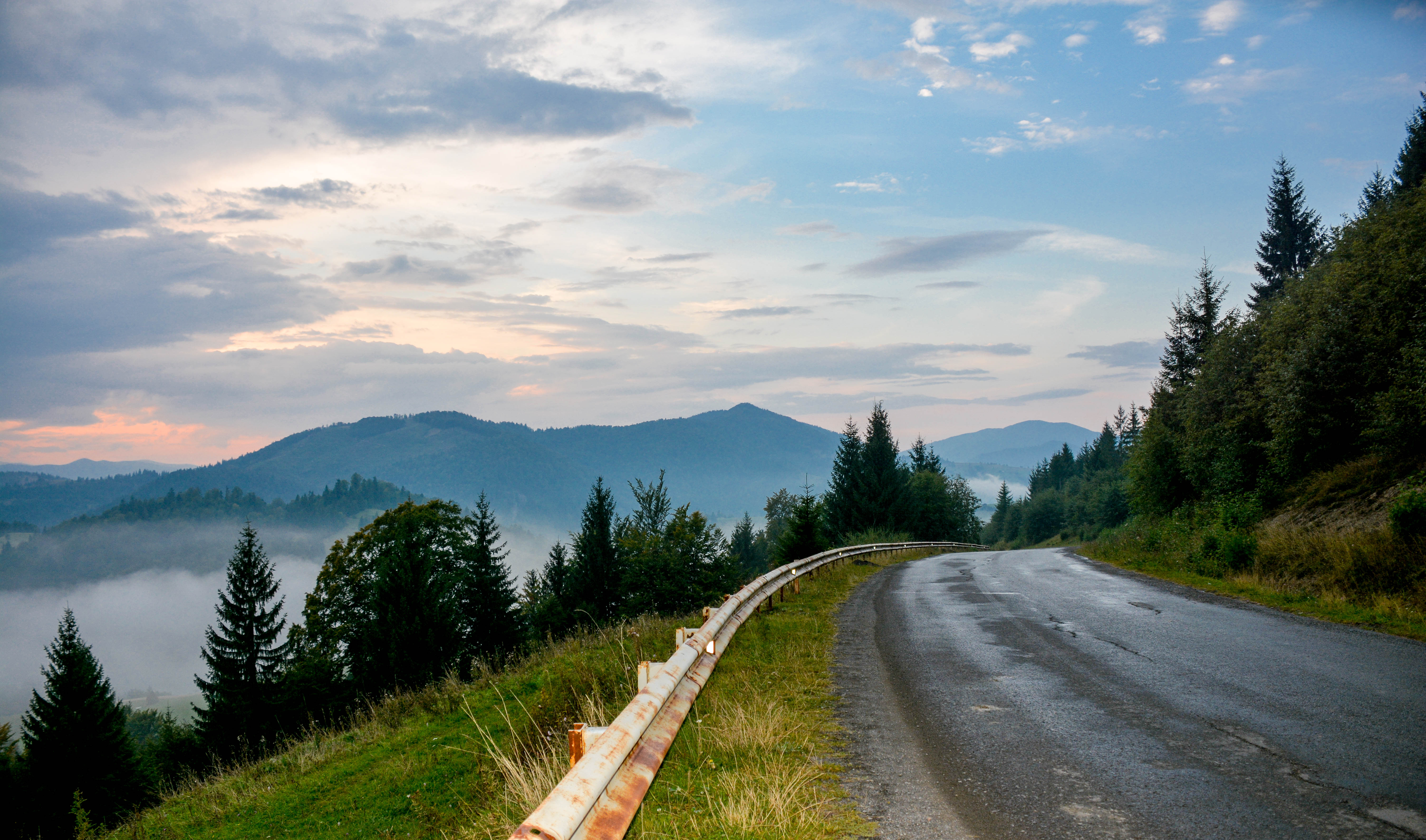
Із Синевирського перевалу